# От Паланги до Гурзуфа
«От Пала́нги до Гурзу́фа» — советский альбом «пляжной музыки», записанный в 1969 году фирмой «Мелодия» специально для «Интуриста» (грампластинка предназначалась для приезжавших в СССР иностранных туристов и пополнения фонотеки редакции иновещания Всесоюзного радио, но не для советской широкой публики). В сборник вошла ранняя советская лёгкая электронная музыка (инструментальные пьесы и песни), названная поздним музыкальным критиком «советским лаунжем».

## Идея и запись 1969 года
В конце 1960-х годов в СССР появились музыкальные коллективы, играющие лёгкую электронную музыку, в том числе квартет «Электрон», ансамбль «Рококо», различные джазовые ансамбли. На государственном уровне эту музыку начали использовать для привлечения в страну иностранных туристов и для радиовещания на зарубежные страны. За один-два года было записано несколько пластинок, одной из которых стал подготовленный в 1969 году специально для «Интуриста» первый в СССР сборник пляжной музыки «От Паланги до Гурзуфа» с экспортным подзаголовком La Musique Soviétique. L’été 1969. Компиляция, не предназначенная для широкой продажи в СССР, должна была стать звуковым сопровождением летнего отдыха иностранных туристов в Советском Союзе. Слово пляжный на обложке отсутствовало, но курортная направленность сборника была явно обозначена в названии (Паланга в Литве и Гурзуф в Крыму были одними из самых известных курортных городов СССР), стилистике и подборе треков сборника. Эта же пластинка предназначалась для пополнения фонотеки редакции иновещания Всесоюзного радио.

## Состав
Грампластинка должна была состоять из двух частей А и В, соответствующих двум сторонам. Каждая сторона заканчивалась наиболее спокойным и наименее ценным треком, что было связано с технологическими особенностями производства грампластинок: к концу стороны винил вносил искажения звука, и поэтому быстрые по темпу и наиболее значимые треки на эти позиции никогда не ставились.
В сборник вошло 14 очень разных треков — от сёрф-композиций квартета «Электрон» до спонтанной ночной записи итальянской песни Анны Герман, от «экспортного» варианта инструментальной версии песни «Клён ты мой опавший» с наложением шести электрогитар до трэш-номеров, выходящих за грань пляжной эстетики.

## Постановление Совета министров СССР № 319
20 мая 1969 года вышло постановление Совета министров СССР № 319 о роспуске части музыкальных коллективов и размагничивании некоторых записей на фирме «Мелодия». К началу 1970-х советская лёгкая электронная музыка была в значительной мере уничтожена.

## Находка
В 2004 году с целью сохранения «осыпающихся» плёнок с записями, «Мелодия» начала оцифровку своего архива. В результате были обнаружены записи, которые согласно постановлению № 319 должны были быть размагничены, но тем не менее сохранились. На некоторых коробках при этом было написано «размагничено», другие записи хранились в коробках с несоответствующими им надписями. Так, под заголовком «Концерт участников всероссийского смотра сельской художественной самодеятельности. Третья пластинка» был найден сборник «От Паланги до Гурзуфа».
Олег Нестеров, который затем стал инициатором издания сборника, так отозвался на эту находку:
История этого сборника похожа на открытие ценнейшего археологического пласта! Конечно, это не сокровищница Трои, но эффект от этой пластинки тот же. Как чёртик из табакерки, перед нами появилась чудесная музыка эпохи, от которой никто такого и не ожидал!

## Издание 2005 года
Летом 2005 года сборник «От Паланги до Гурзуфа» был издан лейблом «Снегири-музыка» практически без изменений — все треки следовали в том порядке, в каком планировались в первоначальном издании.
Презентация альбома состоялась 23 июня в Красном зале флигеля Юсуповского дворца и состояла из двух частей. Официальная часть «в высоком советском стиле» прошла в Красном зале, где с 1961 года находится основной офис фирмы «Мелодия». На пресс-конференции, посвящённой выходу сборника, редакторы «Мелодии» рассказали как о находке «От Паланги до Гурзуфа», так и о других находках в архиве компании. После этого в клубе «Кекс» прошла афтер-пати: Юрий Маценов (DJ Пиноккио) отыграл пляжный итальянский сет, DJ Ковалев — японский, Олег Нестеров — специальный сет-презентацию треков сборника. Своё выступление Нестеров предварил следующим заявлением:
Когда в нашей стране ещё не было никаких дискотек в современном понимании этого слова, были их прообразы — танцевальные вечера, где крутились какие-то записи и ведущие вечера их представляли, как это делают в радиопередачах. Вот примерно так и будет выглядеть мой специальный сет: именно в таком ключе я кручу летними вечерами у себя на даче для соседей и друзей моей дочери многочисленные патефонные пластинки.

## Рецепция и критика
Продюсер альбома Олег Нестеров в тот период увлекался «советским лаунжем». Музыкальный критик Алексей Мажаев в этой связи отмечал, что у «Снегирей» был «некоторый уклон в раннеэлектронные эксперименты и в подзабытые эстрадно-релаксные редкости». Сам Олег Нестеров в 2011 году говорил: «У моих друзей в Европе этот сборник до сих пор вызывает дичайший интерес. Они вообще не понимали, что по эту сторону железного занавеса такое было».
Юрий Сапрыкин считал переиздание «От Паланги до Гурзуфа» единичным примером освоения советской культуры, помещения её в новый контекст — в отличие от западной культуры, где такого рода освоение более раннего привычно.
При этом музыкальный критик Александр Беляев написал, что он «уверен — в советское время вы бы это не слушали. Вы бы слушали мелодиевский винил Джеймса Ласта или Поля Мориа с бобины».
Борис Барабанов был к альбому критичен:
Безусловно, одноразовое прослушивание сборника вызывает детскую радость. В воображении встаёт картина эдакого санатория в Гурзуфе, точнее — столовой с буфетчицей в накрахмаленном кокошнике. Где-то рядом плещется море, на горизонте, ясное дело, белый теплоход. Вечером будут танцы. Несмотря на «экспортный» вариант названия «La Musique Sovietique. L`ete 69», композиции отечественных ансамблей и певцов сыграны всё же очень по-советски. Пожалуй, единичной инъекции ностальгии достаточно. Потому что по большому счёту после нескольких волн популярности easy listening, которые мы пережили, львиная доля материала звучит ординарно, хоть песни и подверглись оцифровке.
В 2012 году альбом «От Паланги до Гурзуфа» вошёл в число «50 главных пластинок „Мелодии“» по итогам голосования читателей портала OpenSpace.ru, заняв 33 место. Все пятьдесят пластинок «Мелодия» планировала переиздать ограниченным тиражом к 50-летию компании 23 апреля 2014 года.

## Список композиций
1. Мелодия из фильма «Бум» (согласно аннотации, на самом деле — композиция Wheels (Билли Вон, 1961[10]) (квартет «Электрон»)
2. Офанона (Капиталина Лазаренко)
3. Хали-гали (Ансамбль Иосифа Зевина)
4. Солнечный день (Анна Герман)
5. Юмореска (Юрий Мухин)
6. Ленивый шейк (ансамбль «Рококо»)
7. Дыхание юга (джаз-ансамбль «Балалайка»)
8. Дай мне помечтать (Анна Герман)
9. Вернись (квартет «Электрон»)
10. Продавщица бананов (Нина Пантелеева)
11. Танцуем вместе (Гюли Чохели)
12. Вечное движение (Валерий Приказчиков)
13. Клён ты мой опавший (Юрий Мухин)
14. Тульский самовар (джаз-ансамбль «Балалайка»)